# 弗拉默斯费尔德
弗拉默斯费尔德是德国莱茵兰-普法尔茨州的一个市镇。总面积4.06平方公里，总人口1071人，其中男性475人，女性596人（2011年12月31日），人口密度264人/平方公里。